# Le Sourd
Pour les articles homonymes, voir Le Sourd.
Le Sourd est une commune française située dans le département de l'Aisne, en région Hauts-de-France.

## Géographie

### Localisation
Le sourd est un village de l'Aisne situé à 10 km à vol d'oiseau au sud-est de Guise, 31 km au sud-ouest de La Capelle, 31 km au sud-ouest de la frontière franco-belge et 80 km de Charleroi, 24 km à l'ouest d'Hirson, 35 km au nord de Laon et 33 km à l'est de Saint-Quentin.
Il est desservi par l'ancienne route nationale 360 qui relie Bohain-en-Vermandois à Vervins.

### Hydrographie
La commune est située dans le bassin Seine-Normandie. Elle est drainée par le cours d'eau 01 de la commune de Wiège-Faty,.

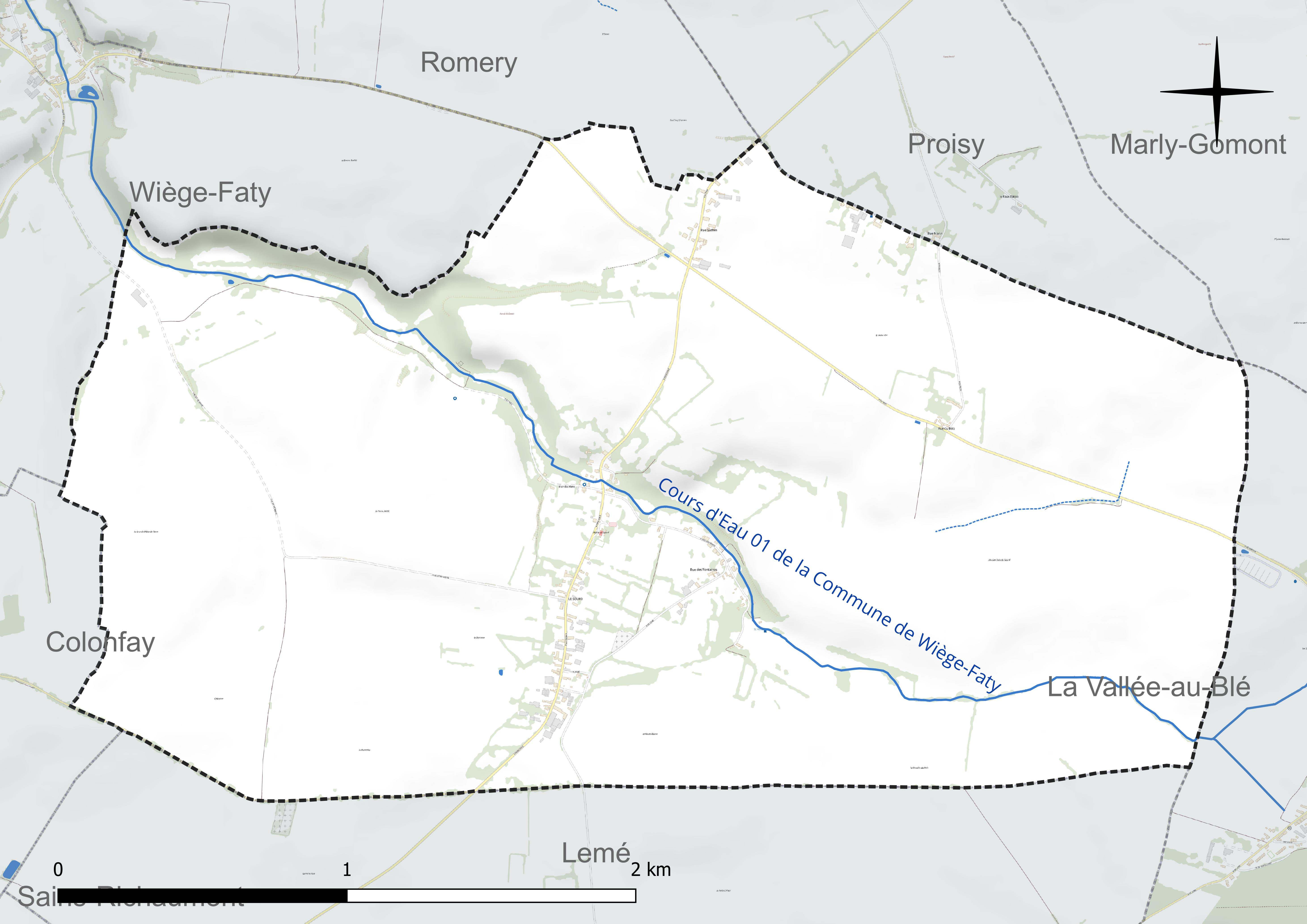
Réseau hydrographique du Sourd.

### Climat
Pour des articles plus généraux, voir Climat des Hauts-de-France et Climat de l'Aisne.
En 2010, le climat de la commune est de type climat des marges montargnardes, selon une étude du CNRS s'appuyant sur une série de données couvrant la période 1971-2000. En 2020, Météo-France publie une typologie des climats de la France métropolitaine dans laquelle la commune est exposée à un climat océanique altéré et est dans la région climatique Nord-est du bassin Parisien, caractérisée par un ensoleillement médiocre, une pluviométrie moyenne régulièrement répartie au cours de l'année et un hiver froid (3 °C).
Pour la période 1971-2000, la température annuelle moyenne est de 9,8 °C, avec une amplitude thermique annuelle de 15,1 °C. Le cumul annuel moyen de précipitations est de 825 mm, avec 12,4 jours de précipitations en janvier et 9,5 jours en juillet. Pour la période 1991-2020, la température moyenne annuelle observée sur la station météorologique la plus proche, située sur la commune de Fontaine-lès-Vervins à 11 km à vol d'oiseau, est de 10,5 °C et le cumul annuel moyen de précipitations est de 826,3 mm,. Pour l'avenir, les paramètres climatiques de la commune estimés pour 2050 selon différents scénarios d'émission de gaz à effet de serre sont consultables sur un site dédié publié par Météo-France en novembre 2022.

## Urbanisme

### Typologie
Au 1er janvier 2024, Le Sourd est catégorisée commune rurale à habitat très dispersé, selon la nouvelle grille communale de densité à 7 niveaux définie par l'Insee en 2022.
Elle est située hors unité urbaine et hors attraction des villes,.

### Occupation des sols
L'occupation des sols de la commune, telle qu'elle ressort de la base de données européenne d'occupation biophysique des sols Corine Land Cover (CLC), est marquée par l'importance des territoires agricoles (96,3 % en 2018), une proportion sensiblement équivalente à celle de 1990 (96,1 %). La répartition détaillée en 2018 est la suivante : 
terres arables (59,8 %), prairies (29,1 %), zones agricoles hétérogènes (7,4 %), zones urbanisées (3,7 %).
L'évolution de l'occupation des sols de la commune et de ses infrastructures peut être observée sur les différentes représentations cartographiques du territoire : la carte de Cassini (XVIIIe siècle), la carte d'état-major (1820-1866) et les cartes ou photos aériennes de l'IGN pour la période actuelle (1950 à aujourd'hui).

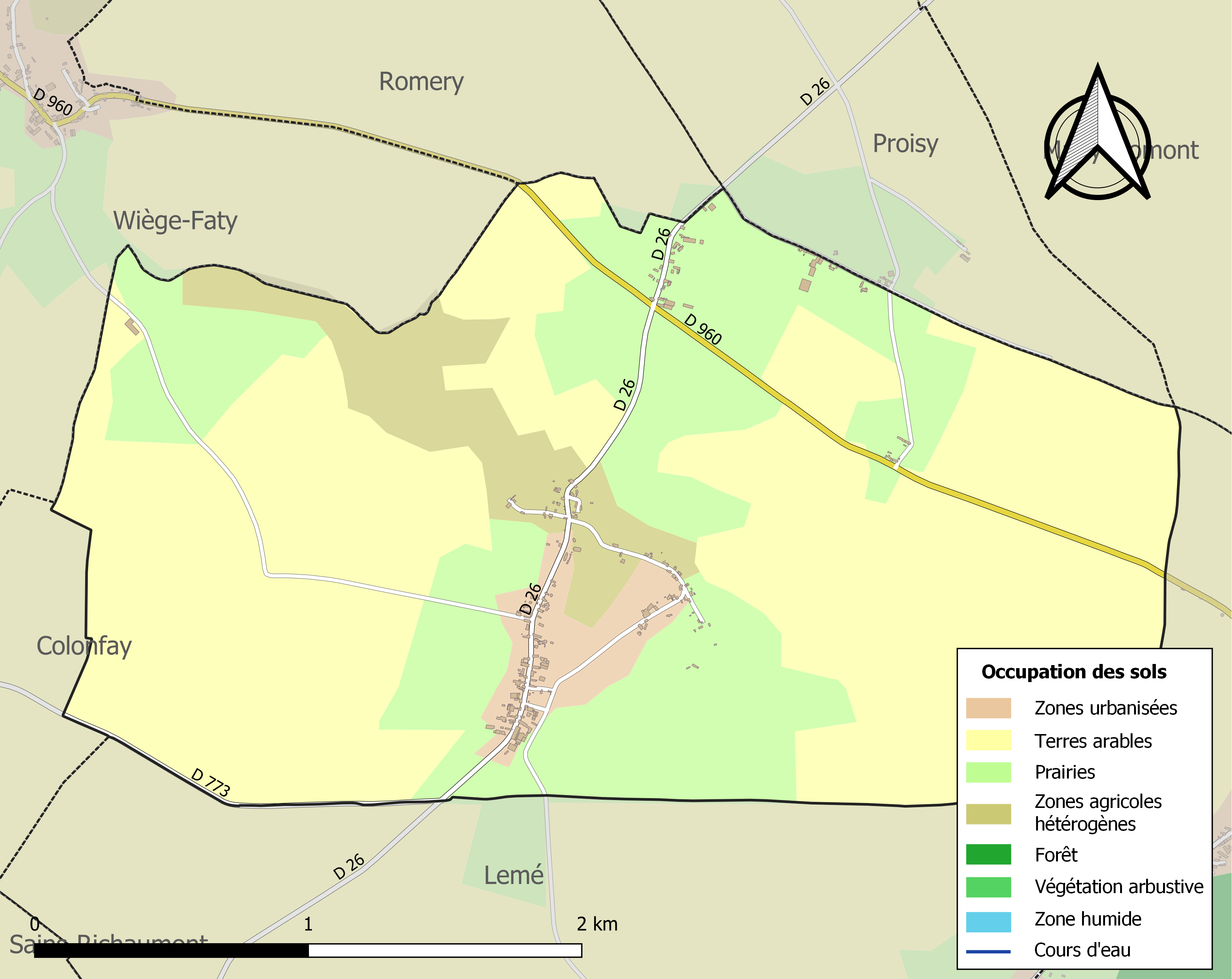
Carte de l'occupation des sols de la commune en 2018 (CLC).

### Habitat et logement
En 2019, le nombre total de logements dans la commune était de 85, alors qu'il était de 82 en 2014 et de 83 en 2009.
Parmi ces logements, 80 % étaient des résidences principales, 17,7 % des résidences secondaires et 2,4 % des logements vacants. Ces logements étaient pour 100 % d'entre eux des maisons individuelles et pour 0 % des appartements.
Le tableau ci-dessous présente la typologie des logements au Le Sourd en 2019 en comparaison avec celle de l'Aisne et de la France entière. Une caractéristique marquante du parc de logements est ainsi une proportion de résidences secondaires et logements occasionnels (17,7 %) supérieure à celle du département (3,5 %) et à celle de la France entière (9,7 %). Concernant le statut d'occupation de ces logements, 91 % des habitants de la commune sont propriétaires de leur logement (94,3 % en 2014), contre 61,6 % pour l'Aisne et 57,5 pour la France entière.
| Typologie                                               | Le Sourd | Aisne | France entière |
| ------------------------------------------------------- | -------- | ----- | -------------- |
| Résidences principales (en %)                           | 80       | 86,5  | 82,1           |
| Résidences secondaires et logements occasionnels (en %) | 17,7     | 3,5   | 9,7            |
| Logements vacants (en %)                                | 2,4      | 9,9   | 8,2            |

## Toponymie
Le village du Sourd apparaît pour la première fois en 1270 sous l'appellation de Sourt dans un cartulaire de l'Abbaye de Fervaques, puis Sort en 1289 et Le Sourt.

De l'oïl sourt , masculin de « source », « endroit où l'eau sourd, jaillit, surgit », en parlant d'une source d'eau.
Le hameau de la Rue Guthin apparaît au XVIIe siècle sous la dénomination  de Rue-Gustin puis Rue du Thin sur la carte de Cassini.

## Histoire

### Temps modernes

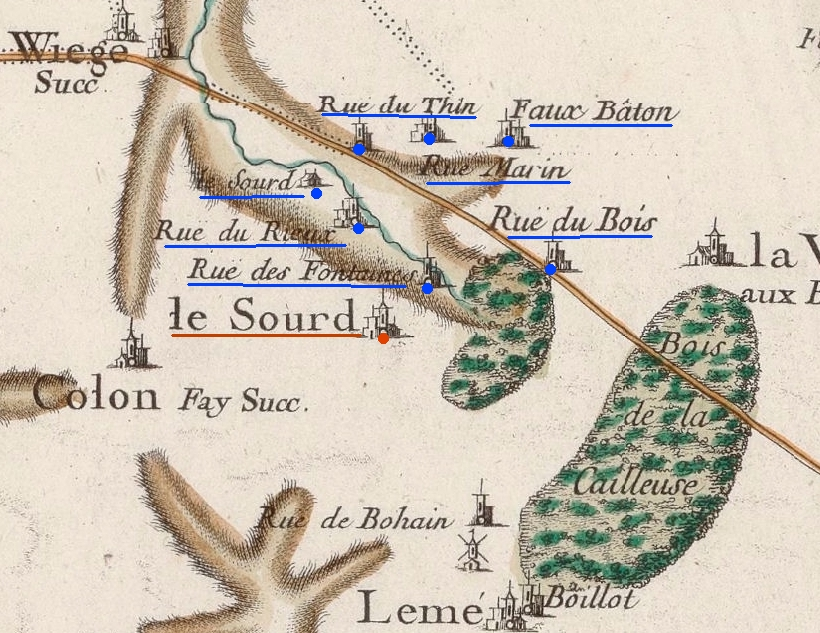
Carte de Cassini du secteur
(vers 1750).

Sur la carte de Cassini, on constate que de nombreux hameaux existaient sur le territoire de la commune : Rue du Thin, Faux Bâton, Rue du Rieux, Rue Marin, Rue des Fontaines et Rue du Bois. Les lieux-dits existant encore de nos jours sont : Rue Guthin, Rue Marin et Rue des Fontaines. Une route (aujourd'hui la D 960) venant de La Vallée-au-Blé et conduisant à Wiège-Faty traversait les hameaux de Rue du Bois et Rue de Thin.

Le Sourd était jadis une dépendance de Wiège. Le village a été érigé en commune par ordonnance royale du 26 avril 1835.

### Époque contemporaine
La commune est créée en 1835 par détachement de celle de Wiège-Faty.
Le Sourd a possédé une gare située  sur la ligne de Romery à Liart de 1912 à 1951. Quatre trains s'arrêtaient chaque jour dans cette gare dans chaque sens. Cette gare est devenue aujourd'hui une habitation.

#### Première guerre mondiale
Le 28 août 1914, soit moins d'un mois après la déclaration de la guerre, le village est occupé par les troupes allemandes après la défaite de l'armée française lors de la bataille de Guise. Pendant toute la guerre, le village restera loin du front qui se stabilisera à environ 150 km à l'ouest aux alentours de Péronne. Les habitants vivront sous le joug des Allemands : réquisitions de logements, de matériel, de nourriture, travaux forcés. Ce n'est que le 29 octobre 1918 que les Allemands seront chassés du village par les troupes françaises.
Sur le monument aux morts sont écrits les noms des 33 soldats du village morts pour la France au cours de la Guerre 14-18.

## Politique et administration

### Rattachements administratifs et électoraux

#### Rattachements administratifs
La commune se trouve dans l'arrondissement de Vervins du département de l'Aisne.
Elle faisait partie depuis sa création en  1835  du canton de Sains-Richaumont. Dans le cadre du redécoupage cantonal de 2014 en France, cette circonscription administrative territoriale a disparu, et le canton n'est plus qu'une circonscription électorale.

#### Rattachements électoraux
Pour les élections départementales, la commune fait partie depuis 2014 du canton de Marle.
Pour l'élection des députés, elle fait partie de la  troisième circonscription de l'Aisne depuis le dernier découpage électoral de 2010.

### Intercommunalité
Le Sourd est membre de la communauté de communes de la Thiérache du Centre, un établissement public de coopération intercommunale (EPCI) à fiscalité propre créé fin 1992 et auquel la commune a transféré un certain nombre de ses compétences, dans les conditions déterminées par le code général des collectivités territoriales.

### Liste des maires
| Période                                  | Période                         | Identité                               | Étiquette | Qualité                    |
| ---------------------------------------- | ------------------------------- | -------------------------------------- | --------- | -------------------------- |
| Les données manquantes sont à compléter. |                                 |                                        |           |                            |
| avant 1877                               | après 1879                      | Jules César Bertrand - Serge Paillot - |           |                            |
| Les données manquantes sont à compléter. |                                 |                                        |           |                            |
| 1985                                     | mai 2020                        | Marc Leclère,                          | PS        | Retraité de l'enseignement |
| mai 2020                                 | En cours (au 13 septembre 2022) | Jean-Jacques Jorand                    |           | Retraité                   |

## Démographie
L'évolution du nombre d'habitants est connue à travers les recensements de la population effectués dans la commune depuis 1836. Pour les communes de moins de 10 000 habitants, une enquête de recensement portant sur toute la population est réalisée tous les cinq ans, les populations de référence des années intermédiaires étant quant à elles estimées par interpolation ou extrapolation. Pour la commune, le premier recensement exhaustif entrant dans le cadre du nouveau dispositif a été réalisé en 2008.

En 2022, la commune comptait 166 habitants, en évolution de −0,6 % par rapport à 2016 (Aisne : −1,97 %, France hors Mayotte : +2,11 %).
| 1836 | 1841 | 1846 | 1851 | 1856 | 1861 | 1866 | 1872 | 1876 |
| ---- | ---- | ---- | ---- | ---- | ---- | ---- | ---- | ---- |
| 841  | 870  | 854  | 802  | 799  | 756  | 737  | 695  | 643  |

| 1881 | 1886 | 1891 | 1896 | 1901 | 1906 | 1911 | 1921 | 1926 |
| ---- | ---- | ---- | ---- | ---- | ---- | ---- | ---- | ---- |
| 569  | 548  | 549  | 513  | 463  | 411  | 412  | 331  | 315  |

| 1931 | 1936 | 1946 | 1954 | 1962 | 1968 | 1975 | 1982 | 1990 |
| ---- | ---- | ---- | ---- | ---- | ---- | ---- | ---- | ---- |
| 292  | 277  | 275  | 237  | 244  | 240  | 200  | 172  | 161  |

| 1999 | 2006 | 2008 | 2013 | 2018 | 2022 | - | - | - |
| ---- | ---- | ---- | ---- | ---- | ---- | - | - | - |
| 152  | 161  | 164  | 167  | 169  | 166  | - | - | - |

## Culture locale et patrimoine

### Lieux et monuments
- L'église Notre-Dame-de-l'Assomption

- Nécropole nationale du Sourd cimetière militaire français de la Première Guerre mondiale, situé près du village du Sourd mais sur le territoire de la commune de Lemé.
- Cimetière militaire allemand du Sourd, voisin de la nécropole nationale[26].
- Ancienne gare de la ligne de Romery à Liart aujourd'hui transformée en habitation.

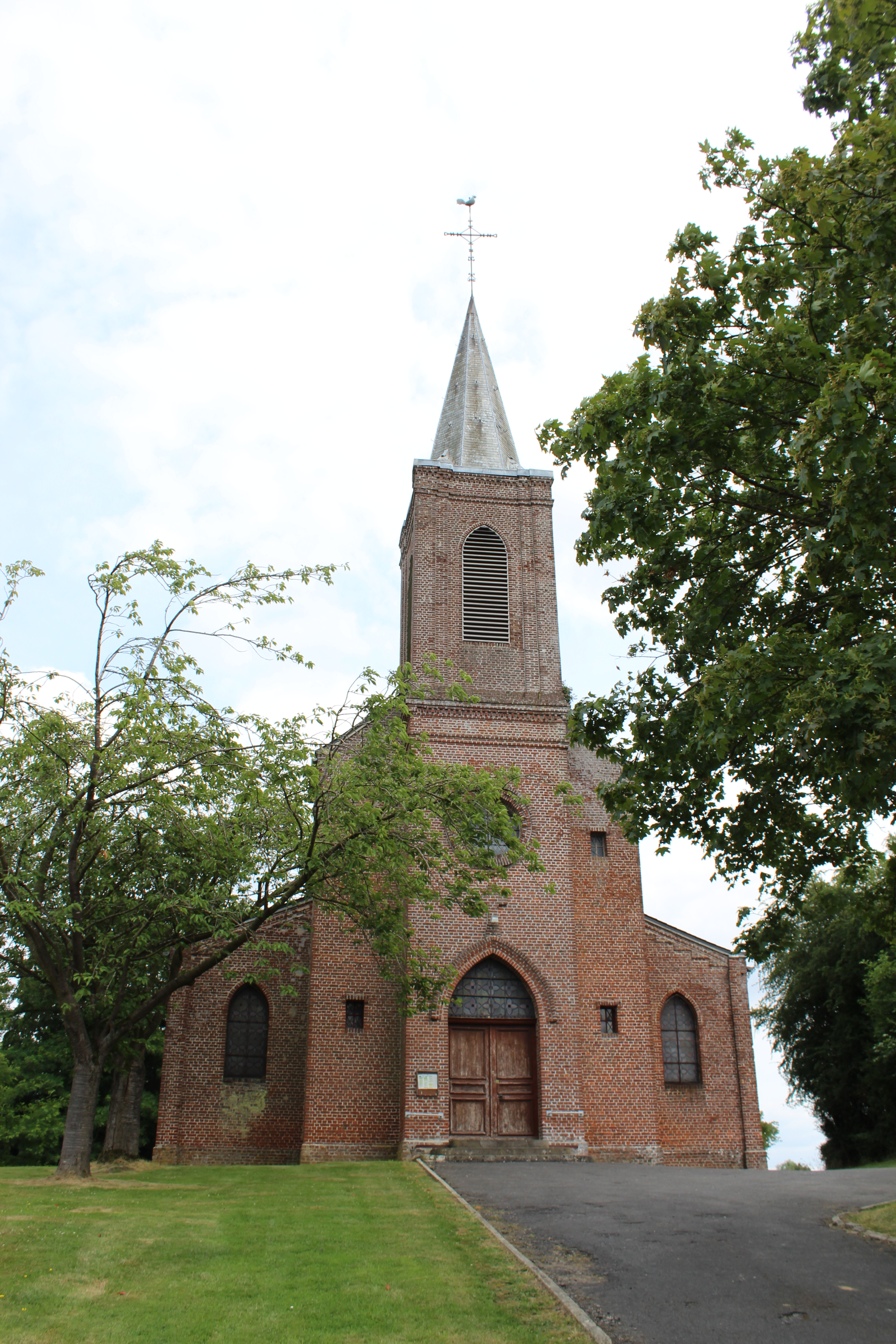
L'église.
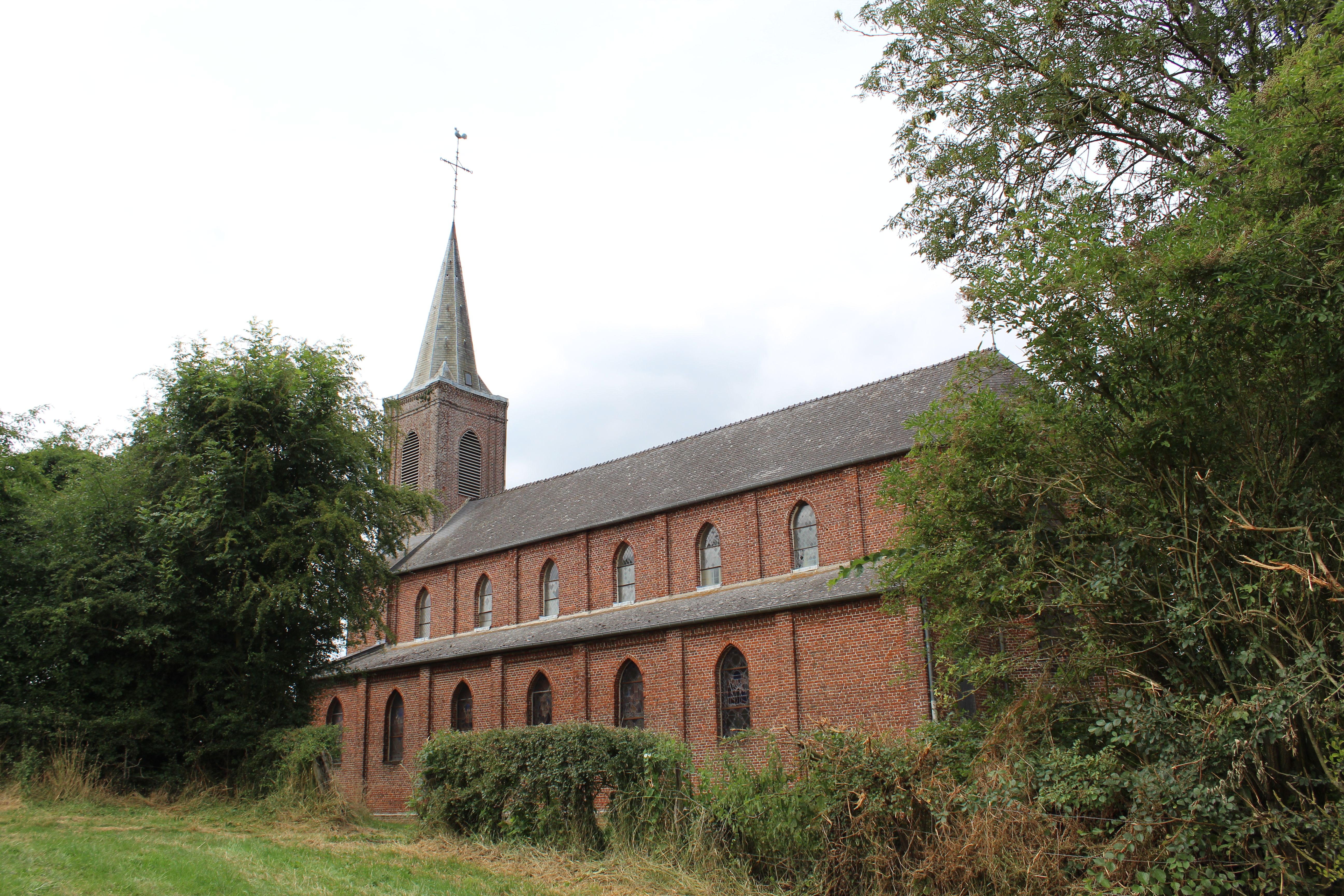
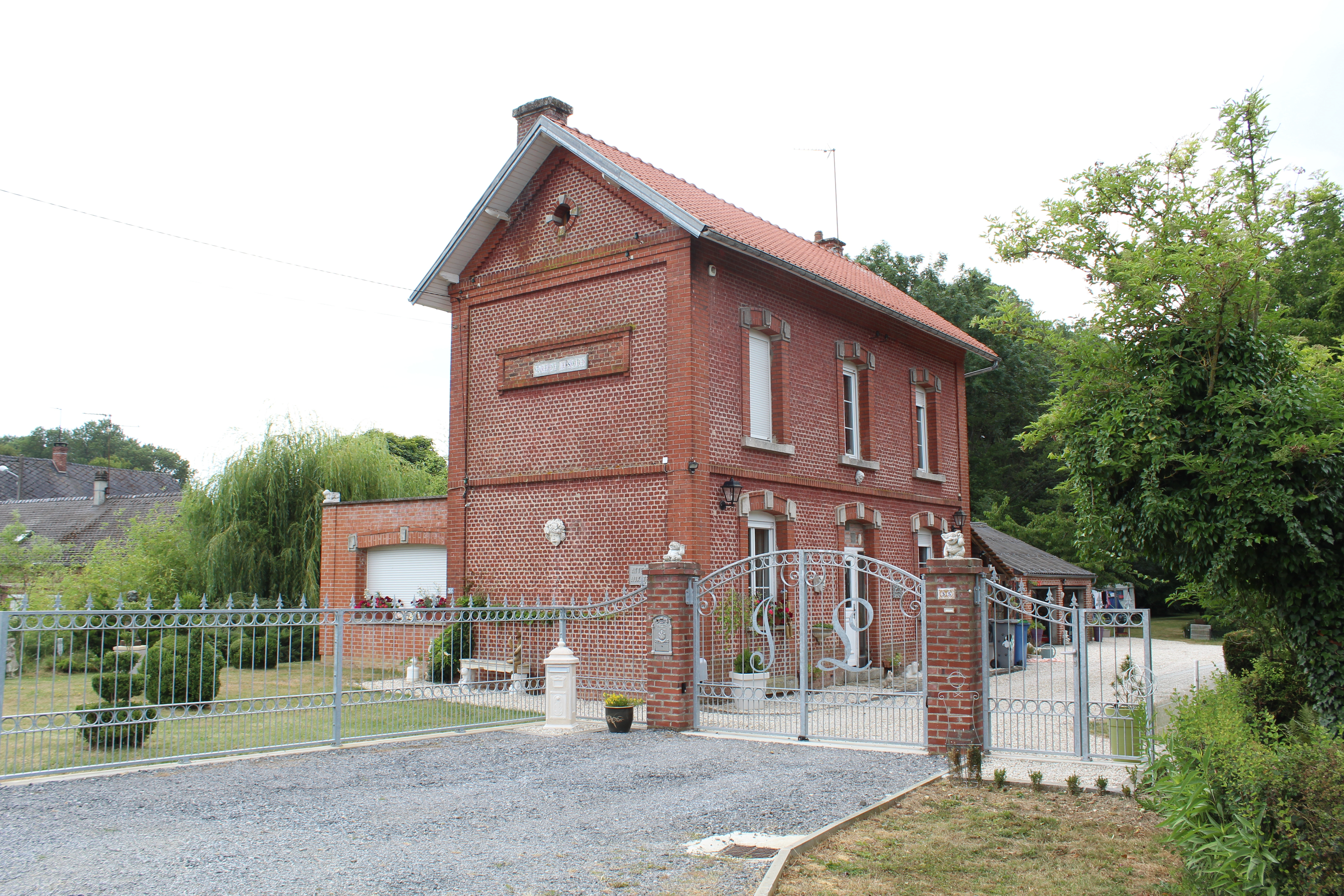
L'ancienne gare du Sourd
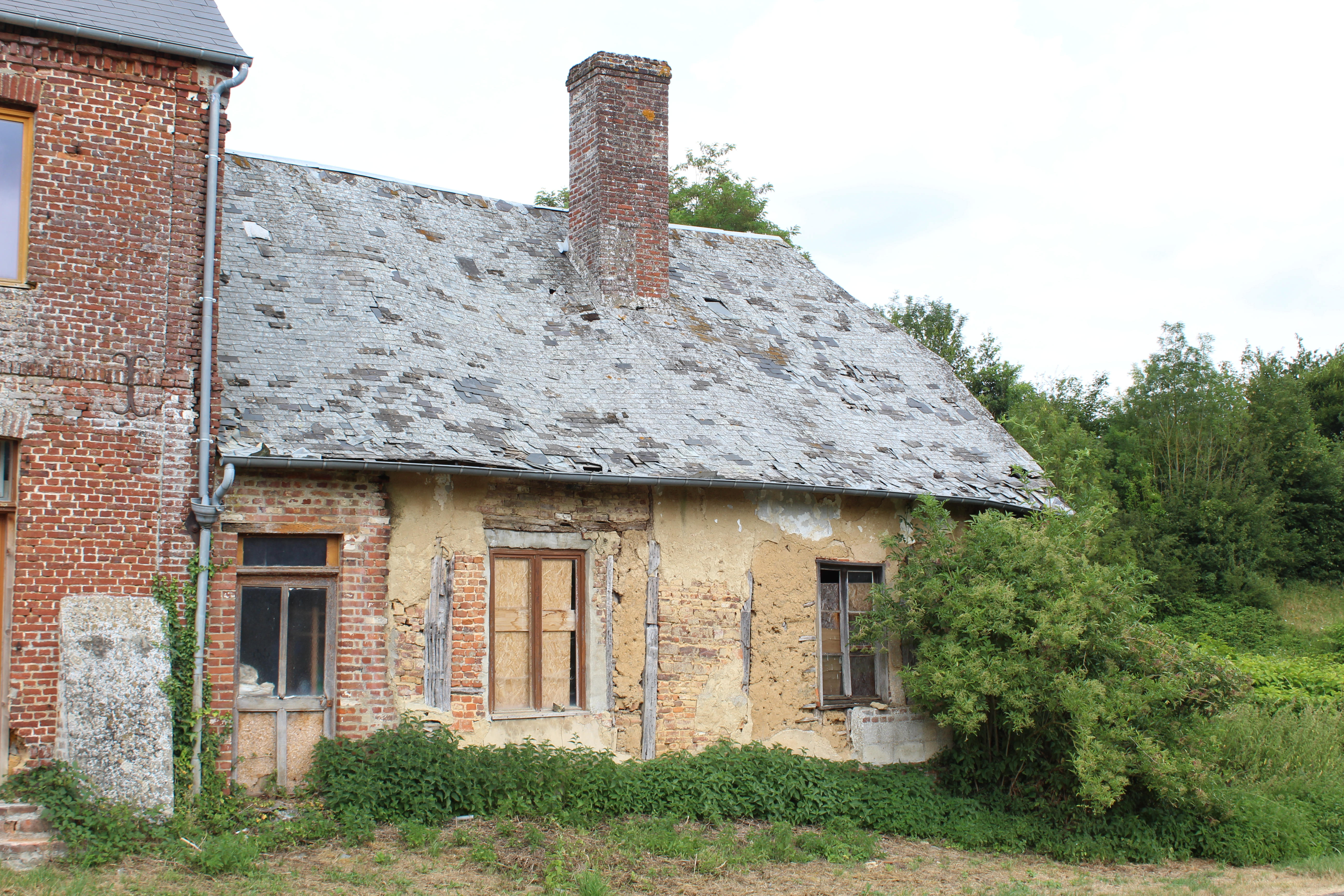
Maison ancienne avec ses murs en torchis.
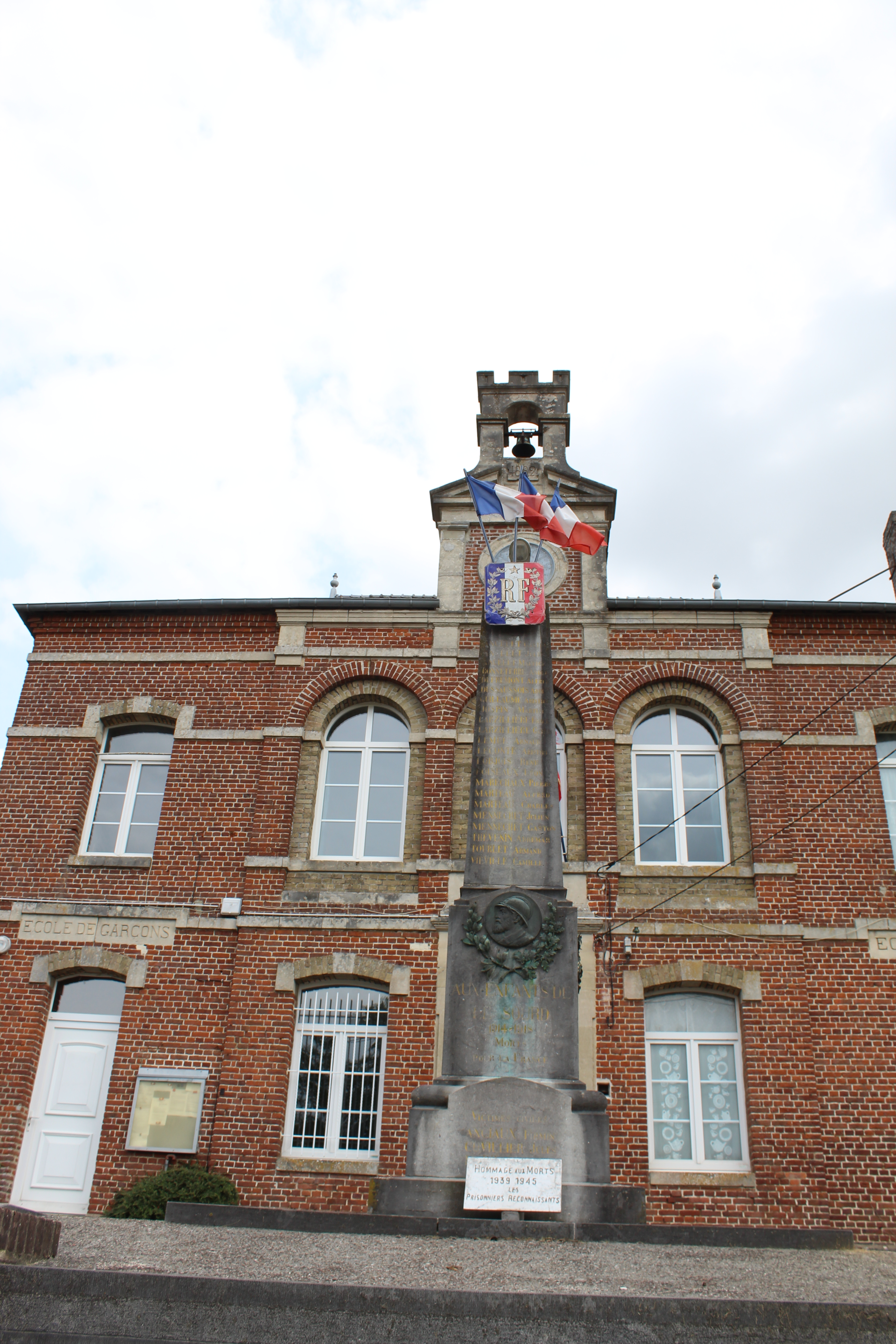
Le monument aux morts.

### Personnalités liées à la commune
Le domaine du Sourd appartenait autrefois à l'abbaye de Fervaques, qui le vend en 1445 à Jean III, seigneur de Proisy, moyennant certaines redevances. L'un des descendants de ce dernier le revendit au suivant.
Vers 1550 : Christophe de Visme. Ce domaine passa ensuite dans la maison le Danois, dont les membres étaient seigneurs de Ronchères
.